# Cneo Cornelio Escipión Asina
Cneo o Gneo Cornelio Escipión Asina  fue cónsul en el 260 a. C. y 254 a. C., hijo de Lucio Cornelio Escipión Barbato y hermano de Lucio Cornelio Escipión. La razón del cognomen «Asina» (asno en latín) está relatada por Macrobio.

## Carrera política
Fue cónsul en el año 260 a. C. con Cayo Duilio, en el quinto año de la primera guerra púnica, y recibió el mando de la flota que los romanos habían construido recientemente.
Mientras patrullaba las aguas de Mesina, recibió la noticia de que Lipara basculaba hacia el bando romano. Partió precipitadamente, ansioso de asegurar tan importante posición. Allí fue acorralado en el puerto por la flota cartaginesa al mando de Aníbal Giscón. La tripulación romana, carente de experiencia en el combate naval, abandonó los barcos y huyó tierra adentro, dejando al cónsul en manos cartaginesas. El "combate" fue conocido como batalla de las Islas Lípari (260 a. C.).
Es probable que recuperara la libertad cuando Regulo invadió África, porque fue cónsul por segunda vez en 254 a. C. con Aulo Atilio Calatino como colega. En este año fue más exitoso. Él y su colega cruzaron a Sicilia y tomó la importante ciudad de Panormo. Los servicios de Escipión se vieron recompensados con un triunfo.